# Iscrizione di Caso Cantovios
L'iscrizione di Caso Cantovios è un'epigrafe in lamina bronzea che rappresenta insieme al bronzo di Antino una della principali fonti di conoscenza della lingua marsa, una varietà dialettale estinta della lingua osco-umbra parlata dal popolo italico dei Marsi. Rinvenuta nei pressi del sito archeologico della città-santuario di Lucus Angitiae, vicino alla contemporanea Luco dei Marsi, in occasione delle opere di bonifica della piana del Fucino che hanno seguito il prosciugamento dell'ex lago voluto da Alessandro Torlonia, portato a termine nella seconda metà del XIX secolo e ufficialmente dichiarato nel 1878. La lamina ha fatto parte della ricca collezione Torlonia ospitata nel museo romano. Non è mai pervenuta nelle collezioni statali; di essa si conservano due copie dipinte ad acquerello.

## Datazione
L'iscrizione è riconducibile al III secolo a.C., per la precisione intorno al 294 a.C., anno in cui fu combattuta la terza guerra sannitica.

## Contenuto

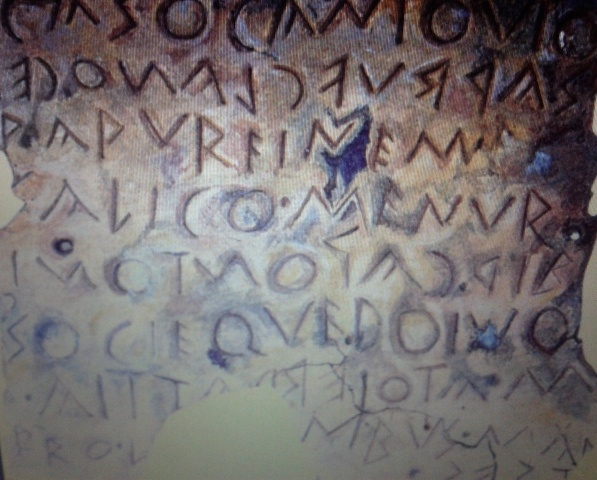
Riproduzione dell'iscrizione

La sottile lamina che faceva parte di un cinturone sannitico presenta lettere battute dal ferro. Rappresenta una dedica votiva dei compagni del comandante marso, Caso Cantovios Aprufclano (Caso Cantovio Apruscolano o Casone Cantovio Apruscolano), al santuario dedicato alla dea Angizia, dopo la morte del condottiero avvenuta a Casuentum ("in urbe Casantonia"), località situata al confine con i Galli, nota in seguito come "municipium Casuentinorum", identificabile probabilmente con la contemporanea area del Casentino, al confine della Toscana con la Romagna, durante la terza guerra sannitica. La battaglia fu combattuta al fianco dei romani tra il 298 a.C. e il 290 a.C. contro le popolazioni galle della federazione sannitica. L'iscrizione su nove righe, in parte bustrofedica, è in lingua marso-latina con tratti riferibili alla lingua marsa, varietà dialettale estinta della lingua umbra.
Il testo è riportato di seguente:
()